# Leptagrion aculeatum
Leptagrion aculeatum är en trollsländeart som beskrevs av Santos 1965. Leptagrion aculeatum ingår i släktet Leptagrion och familjen dammflicksländor. Inga underarter finns listade i Catalogue of Life.